# Стрілочник

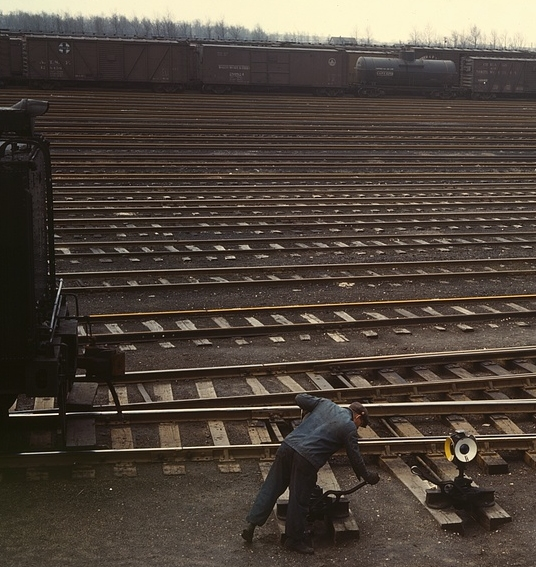
Стрілочник (США, 1943)

Стрілочник  (Черговий стрілочного поста) — професія в галузі експлуатації залізничного транспорту; дорожник, який переводить стрілки на залізничних коліях і виконує інші допоміжні роботи на залізниці.
За 8-розрядною оцінкою складності робіт на залізниці, робота стрілочника прирівнюється до 2й, 3й та 4й розрядів, в залежності від напруженості.
Робота стрілочника вважається некваліфікованою або малокваліфікованою. При прийняті на роботу стрілочника (2го розряду) достатньо мати неповну базову середню освіту без попереднього стажу роботи. Допускається одержання професійних навичок безпосередньо на виробництві. 
Одна з професій, що стає малопоширеною в зв'язку з автоматизацією технологічних процесів.
Кодифікація згідно з ДК 003:2010 - Черговий стрілочного поста:
```
Код КП 8312
КОД ЗКППТР 11800
```